# Remix OS
Remix OS是一款面向x86，x86-64和ARM架构个人电脑的计算机操作系统，这款操作系统可以在任何在2017年之前生产的Intel CPU运行并允许你运行和使用Android的应用程序。同时它还支持少部分AMD处理器运行。不过，能否运行取决于AMD处理器生产年份。
2016年1月，技德公布一个名为Remix OS for PC的Beta版操作系统，它基于Android-x86——一个面向于X86平板、X86个人电脑的操作系统，并对这款系统进行了深度定制，并可从网站免费下载。Remix OS for PC支持硬盘安装、32位/32-64位支持、UEFI BIOS启动支持以及OTA更新。除自由软件授权部分在GitHub上可用外，不同于Android-x86，Remix OS的操作系统源代码不向公众提供。
Google移动服务（GMS）在Remix OS Update: 2.0.307后已从Remix Mini中移除，技德声称是为“确保所有Android设备的一致体验。之后有评论表示，某些应用程序存在兼容性问题，导致Google要求不预装GMS。
目前，RemixOS PC已经停止更新。技德公司已经转入商业化运作模式。

## 外部連結
- （英文）技德科技全球官網*（简体中文） （页面存档备份，存于）